# Danuta Ciesielska
Danuta Ciesielska – polska uczona badająca matematykę i historię nauki, z doktoratem w pierwszej z tych dziedzin i habilitacją w drugiej z nich. Zatrudniona w Polskiej Akademii Nauk (PAN), w Instytucie Historii Nauki im. Ludwika i Aleksandra Birkenmajerów (IHN), a jej stanowisko to profesor instytutu. Wykładała i wykłada w innych placówkach.
Specjalności Danuty Ciesielskiej to historia matematyki w XIX i XX wieku, zwłaszcza matematyki polskiej oraz geometrii.

## Życiorys
Absolwentka matematyki na Uniwersytecie Jagiellońskim (1987). W 2002 na tej uczelni uzyskała stopień doktora nauk matematycznych na podstawie dysertacji Relatywne stożki styczne zbiorów analitycznych. Promotorem był prof. Piotr Tworzewski. 
W latach 1987–2015 zatrudniona na Uniwersytecie Komisji Edukacji Narodowej w Krakowie (UKEN), wówczas nazywanym inaczej, w Instytucie Matematyki. 
W 2015 roku została zatrudniona w Instytucie Historii Nauki Polskiej Akademii Nauk  najpierw jako adiunkt, a następnie profesor PAN. W 2023 uzyskała stopień doktora habilitowanego nauk humanistycznych w dyscyplinie historia. Jedną z podstaw do nadania stopnia była książka W świątyni nauki, mekce matematyków. Studia i badania naukowe polskich matematyków, fizyków i astronomów na Uniwersytecie w Getyndze 1884–1933. 
Nauczała na polskich uczelniach:
- Uniwersytet Warszawski;
- Politechnika Warszawska;
- Uniwersytet Jagielloński,
- Uniwersytet Komisji Edukacji Narodowej w Krakowie (1987–2015),
- Wyższa Szkoła Europejska im. ks. Józefa Tischnera[5].

Od 2018 zastępca redaktora naczelnego  „Kwartalnika Historii Nauki i Techniki”. Ze Zdzisławem Pogodą prowadzi ogólnopolskie seminarium z historii matematyki. W 2023 roku kierowała (wraz z Renate Tobies z Jeny) workshopem Felix Klein's Foreign Students: Opening Up the Way for Transnational Mathematics  w Mathematisches Forschungsinstitut Oberwolfach. W kadencji 2024-2026 przewodnicząca jury Głównej Nagrody Polskiego Towarzystwa Matematycznego im. Samuela Dicksteina. Od 2025 roku przedstawicielka Polski w The International Commission for the History of Mathematics.
Wchodziła w skład redakcji czasopisma PTM „Antiquitates Mathematicae” (2014–2017), gdzie odpowiadała za dział Historia matematyki polskiej. oraz Komisji Dydaktyki Matematyki Komitetu Matematyki PAN (2015-2023).
Obecnie wchodzi w skład:
- Komisji Historii Nauki PAU[16],
- Komisji PAU do Oceny Podręczników Szkolnych[17],
- Komisji Biograficznej PAU [18].

Miała znaczący udział w postawieniu na krakowskich Plantach ławki z figurami Stefana Banacha i Ottona Nikodyma w setną rocznicę ich spotkania z Hugonem Steinhausem.

## Publikacje
Jej prace dotyczą m.in. takich postaci jak Stefan Banach, Stanisław Zaremba, Otton Nikodym, Alfred Rosenblatt, Władysław Kretkowski, Stanisława Nikodym. Jest autorką lub współautorką kilku książek i kilkudziesięciu artykułów z historii matematyki i nauk pokrewnych, matematyki i dydaktyki matematyki. 

### Książki (wybór)
- 2002: Danuta Ciesielska, Krzysztof Ciesielski, Zdzisław Pogoda, Epsilon, Wydawnictwo Szkolne Omega, ISBN 978-83-7267-062-5.
- 2003: Danuta Ciesielska, Armen Edigarian, Anna Kordyka, Bożena Witecka, Słownik szkolny. Matematyka, Wydawnictwo Zielona Sowa, Kraków, ISBN 978-83-7435-592-6.
- 2019: Danuta Ciesielska, Krzysztof Ciesielski, Matematyka na znaczkach pocztowych, Uniwersytet Jagielloński, Wydział Matematyki i Informatyki, Biblioteka Jagiellońska, Kraków, ISBN 978-83-954680-2-5.
- 2019: Danuta Ciesielska, Krzysztof Ciesielski, Matematyczna wędrówka po Krakowie, Uniwersytet Jagielloński, Wydział Matematyki i Informatyki, Kraków, ISBN 978-83-954680-0-1.
- 2021: Danuta Ciesielska, Lech Maligranda, Joanna Zwierzyńska: W świątyni nauki, mekce matematyków. Studia i badania naukowe polskich matematyków, fizyków i astronomów na Uniwersytecie w Getyndze 1884-1933, Wydawnictwo Naukowe PWN, Warszawa, ISBN 978-8-301-22041-9 (wyróżnienie w 10. edycji konkursu o Nagrodę Naukową im. Jana Jędrzejewicza na najlepszą polską książkę z dziedziny historii nauki i techniki[1][21].

### Artykuły (wybór)
- 2013: Danuta Ciesielska, Teoria Galois w spuściźnie Kretkowskiego, [w:] J. Bečvář, M. Bečvář (red.), 34 mezinarodne konference „Historie Matematiky”, Univerzita Karlovy v Praze, Praha, s. 81–88.
- 2014: Danuta Ciesielska, Władysław Kretkowski (1840–1910), „Kwartalnik Historii Nauki i Techniki”, 59 (4), s. 17–54..
- 2018: Danuta Ciesielska, Krzysztof Ciesielski, Equidecomposability of Polyhedra: A Solution of Hilbert’s Third Problem in Kraków before ICM 1900, „The Mathematical Intelligencer”, 40 (2), s. 55–63, DOI: 10.1007/s00283-017-9748-4 [dostęp 2022-02-08] (ang.)..
- 2019: Danuta Ciesielska, Lech Maligranda, Alfred Rosenblatt (1880–1947). Polish–Peruvian mathematician, „Banach Center Publications”, 119, s. 57–108, DOI: 10.4064/bc119-4 [dostęp 2022-02-08] (ang.)..
- 2020: Danuta Ciesielska, Stanisława and Otton Nikodym, [w:] Against All Odds. Women’s Ways to Mathematical Research Since 1800, red. Eva Kaufholz-Soldat, Nicola M.R. Oswald, Springer Nature, s. 151-175. ISBN 978-3-030-47610-6.
- 2021: Danuta Ciesielska, Krzysztof Ciesielski, Banach’s Doctorate: A Case of Mistaken Identity, „The Mathematical Intelligencer”, 43 (3), s. 1–7, DOI: 10.1007/s00283-020-10033-x [dostęp 2022-02-08] (ang.)..
- 2023: Danuta Ciesielska, On the impact of Felix Klein on his students and their succesors. Austro-Polish Stories, [w:] Oberwolfach Reports 20(4), s. 2746-2750.
- 2025:   Robin Wilson, Danuta Ciesielska, Krzysztof Ciesielski, Anniversaries: Copernicus, „The Mathematical Intelligencer”, 47 (1), DOI: 10.1007/s00283-024-10382-x [dostęp 2025-03-23] (ang.)..

## Odznaczenia i nagrody
- 2003: Medal Komisji Edukacji Narodowej[6]
- 2005: Srebrny Krzyż Zasługi[6]
- 2020: Główna Nagroda PTM im. Samuela Dicksteina[6][22][23][24].